# Мате Юрій Ілліч
Юрій Ілліч Мате (нар. 7 січня 1999, Донецьк, Україна) — український футболіст, захисник «Оболонь-Бровара».

## Життєпис
Народився в Донецьку, вихованець молодіжної академії місцевого «Шахтаря». У 2016 році переведений до команди «гірників» U-19, у якій провів два сезони. За цей час у юнацькому чемпіонаті України зіграв 39 матчів та відзначився 4-а голами. У сезоні 2018/19 років виступав за «Шахтар U-21», у футболці якого зіграв 20 матчів та відзначився 5-а голами у молодіжному чемпіонаті України.
У середині серпня 2019 року перейшов в оренду в «Оболонь-Бровар». У новій команді дебютував 27 серпня 2019 року в переможному (1:0) виїзному поєдинку 1-о попереднього раунду кубку України проти «Вовчанська». Юрій вийшов на поле в стартовому складі та відіграв увесь матч, а на 116-й хвилині відзначився голом у воротах аматорського колективу. Після цього ще тричі потрапляв до заявки «пивоварів» на поєдинки Першої ліги, проте на поле в них не виходив. Проте отримував стабільну ігрову практику в «Оболонь-Бровар-2». Станом на 2 листопада 2019 року у Другій лізі зіграв 9 матчів.

## Титули і досягнення
- Володар Кубка Киргизстану: 2024